# Vakoveverka bezblaná
Vakoveverka bezblaná (Gymnobelideus leadbeateri), známá též jako vakoveverka Leadbeaterova, je ohrožený druh vakoveverky z monotypického rodu Gymnobelideus. Je vázána na staré horské porosty blahovičníku druhu Eucalyptus regnans v austrálském státě Victoria. Jedná se o primitivní a reliktní druh vakoveverky postrádající schopnost pasivního letu.

## Charakteristika
Délka vakoveverky bezblané bez ocasu činí 15 až 17 cm, s ocasem pak přibližně dvojnásobek. Hmotnost se pohybuje od 120 do 163 g. Její barva je většinou šedá. Žije ve skupinách čítajících okolo osmi členů. Ve dne žije skrytě a v noci hledá potravu v korunách stromů. Živí se převážně hmyzem, pryskyřicí nebo nektarem. V lidské péči žere i ovoce, zeleninu, semena a holátka myší. Po březosti dlouhé 15 až 17 dní rodí jedno až dvě mláďata.

## Historie a ohrožení
Vakoveverka bezblaná se poprvé objevila asi před 20 miliony lety. Objevena byla roku 1867 irským biologem sirem Frederickem McCoyem. Do roku 1909 byla známá jen podle pěti exemplářů. Od té doby panovaly obavy ohledně přežití tohoto druhu. Od velkého požáru buše v roce 1939 zvaného Velký pátek, byla považována za vyhynulou. 3. dubna roku 1961 byla znovuobjevena přírodovědcem Ericem Wilkinsonem nedaleko Cambarville. Ještě téhož roku byla objevena populace nedaleko Marysville. Až do 80. let 20. století populace rostla až na 7500 jedinců. Od té doby jejich počty prudce klesaly až k 1500 jedincům v roce 2009. Podle studie z roku 2014 je pravděpodobnost 92 %, že tyto vakoveverky vyhynou do 50 let. Největší problém při ochraně je těžba dřeva a malý areál rozšíření. K roku 2015 je v zajetí chováno pouhých 6 jedinců z geneticky odlišných populací.